# Cherepon (Volk)
Die Cherepon sind eine ethnische Gruppe in Ghana, die auch unter den Namen Okere, Kyerepong, Chiripong oder Chiripon bekannt sind. Die Cherepon bewohnen den nördlichen Teil von Larteh und befinden sich zwischen den Nachbargruppen der Ga und der Twi.
Die Cherepon haben eine eigene Muttersprache, das Cherepon, und pflegen ihre eigene Kultur und Traditionen.